# Touchet (CDP)
Touchet (AFI/ˈtuːʃi/ "tuxí") és un lloc designat pel cens al comtat de Walla Walla a l'Estat de Washington. Segons el cens del 2000 tenia 396 habitants.

## Història
Abans del desallotjament i trasllat forçós dels amerindis cap a les reserves, hi havia un assentament del poble walla walla prop de l'actual localitat. Aquell lloc s'anomenava Tuushi, que significa "cuinar salmó en pals sobre carbó", un nom basat en un mite del coiot. Les bandes de palouse, yakama, umatilla, walla walla i wanapum, que utilitzaven aquesta zona van ser anomenades col·lectivament Nez Perce per Lewis i Clark quan van passar per la Vall de Walla Walla en el seu viatge de tornada el 1806.
Els colons de l'est van arribar a la vall a principis de la dècada de 1850, però en poc temps van marxar a causa dels conflictes amb els nadius (Guerra Yakima). Els pobladors van tornar a la vall el 1859.
El ferrocarril de la companyia Walla Walla & Columbia River Railroad de Wallula a Walla Walla no es va completar fins al 1875, però el març de 1874 es van completar 16 milles de via fins a Touchet. A finals d'aquell any, els agricultors de Touchet van enviar 4.000 tones de blat i van rebre 1.100 tones de mercaderies.

## Demografia
Segons el cens del 2000 Touchet tenia 396 habitants, 135 habitatges, i 112 famílies. La densitat de població era de 126,4 habitants per km².
Dels 135 habitatges en un 48,1% hi vivien nens de menys de 18 anys, en un 71,9% hi vivien parelles casades, en un 8,1% dones solteres, i en un 16,3% no eren unitats familiars. En el 15,6% dels habitatges hi vivien persones soles el 6,7% de les quals corresponia a persones de 65 anys o més que vivien soles. El nombre mitjà de persones vivint en cada habitatge era de 2,93 i el nombre mitjà de persones que vivien en cada família era de 3,27.
Per edats la població es repartia de la següent manera: un 34,6% tenia menys de 18 anys, un 4,3% entre 18 i 24, un 30,1% entre 25 i 44, un 22,5% de 45 a 60 i un 8,6% 65 anys o més.
L'edat mediana era de 34 anys. Per cada 100 dones de 18 o més anys hi havia 100,8 homes.
La renda mediana per habitatge era de 37.500 $ i la renda mediana per família de 50.278 $. Els homes tenien una renda mediana de 37.031 $ mentre que les dones 22.115 $. La renda per capita de la població era de 15.684 $. Aproximadament el 10,9% de les famílies i el 13,4% de la població estaven per davall del llindar de pobresa.

## Poblacions properes
El següent diagrama mostra les poblacions més properes.